# Pyrrosia confluens
Pyrrosia confluens là một loài thực vật có mạch trong họ Polypodiaceae. Loài này được (R. Br.) Ching miêu tả khoa học đầu tiên năm 1935.

## Hình ảnh

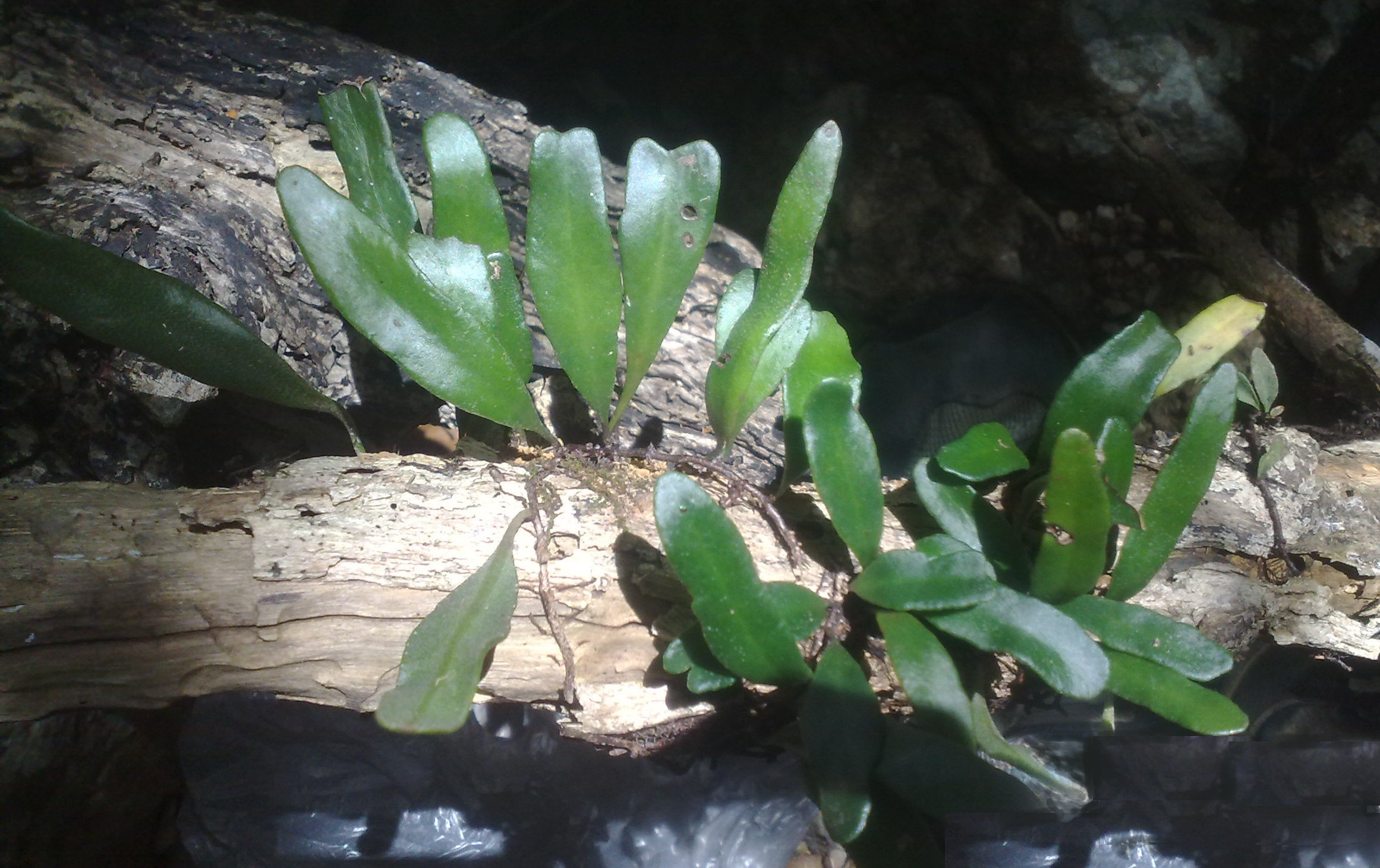